# Comité de rugby de Guadeloupe
Le Comité de rugby de Guadeloupe est un organe fédéral dépendant de la Fédération française de rugby et chargé d'organiser les compétitions de rugby à XV et à sept en Guadeloupe ainsi qu'à Saint-Barthélemy et Saint-Martin.

## Histoire
Comme le comité de Martinique et de Guyane, le comité de Guadeloupe s'affilie à la Fédération française de rugby en 1974.
Le comité est également un membre associé de Rugby Americas North, organisme qui gère le rugby en Amérique du Nord et dans les Antilles.

## Structures

### Identité visuelle

Logo du comité

### Liste des présidents
- 2008-2017 : Richard Burger
- 2017-2020 : Fabrice Corlay
- 2020-2021 : Richard Burger
- Depuis 2021 : Frédéric Rouillon

### Élections au comité directeur
Le 17 juin 2016, lors des élections territoriales, Richard Burger est élu pour un second mandat à la tête du comité.
Le samedi 2 septembre 2017, lors de l'assemblée générale du comité, Richard Burger, président depuis neuf années, a présenté comme prévu sa démission. Fabrice Corlay, seul candidat du bureau, a été élu à l'unanimité président du CTRG.
Le comité directeur est renouvelé le 5 décembre 2020, deux mois après le renouvellement de celui de la FFR. Richard Burger retrouve alors le poste de président du comité. Il démissionne en 2021 « pour raisons personnelles » et laisse sa place à son vice-président Frédéric Rouillon.

### Organigramme
| Comité directeur | Administration |
| --- | --- |
| Président : Frédéric Rouillon Secrétaire général : Isabelle Herret Trésorier général : Eric Tessanne Autres membres : Hugues Bousquet, Pierre Calvet, Franck Chauvel, Luc Garnier, Charles Eriau, Gérald Maître, Nicolas Margras, Patrice Milhau, Jean-Luc Mutet | Secrétaire : Florence Rouillon Directeur technique des Outre-mer : Frédéric Pomarel Conseiller technique de ligue Caraïbes : Alexis Grosset Conseiller rugby territorial : Bastien Lely Conseiller technique de clubs : Olivier Hilaric Directeur régional de l'arbitrage : Frederic Rouillon |

## Clubs du comité
| \| Good-luck rugby Guadeloupe Boisripeaux rugby club Rugby club de Saint-François ROC de Pointe Noire Bastruc's Rugby club de Goyave Rugby club Le Moule CSAG Baie-Mahault \| Clubs de Guadeloupe. |
| Good-luck rugby Guadeloupe Boisripeaux rugby club Rugby club de Saint-François ROC de Pointe Noire Bastruc's Rugby club de Goyave Rugby club Le Moule CSAG Baie-Mahault                            |

| \| Archiball Rugby West Indies Saint-Martin rugby union \| Clubs de Saint-Martin. |
| Archiball Rugby West Indies Saint-Martin rugby union                              |

| \| Barracudas de Saint-Barthélemy \| Club de Saint-Barthélémy. |
| Barracudas de Saint-Barthélemy                                 |

## Palmarès régional

### Championnat de Guadeloupe masculin
- 1989-1990 : Good-Luck
- 1990-1991 : Boisripeaux rugby club
- 1991-1992 : Boisripeaux rugby club
- 1992-1993 : Boisripeaux rugby club
- 1993-1994 : Boisripeaux rugby club
- 1994-1995 : Boisripeaux rugby club
- 1995-1996 : Good-Luck
- 1996-1997 : Boisripeaux rugby club
- 1997-1998 : Boisripeaux rugby club
- 1998-1999 : Good-Luck
- 1999-2000 : Good-Luck
- 2000-2001 : Boisripeaux rugby club
- 2001-2002 : Arawak Saint-Martin
- 2002-2003 : Barracudas Saint-Barthélémy
- 2003-2004 : Barracudas Saint-Barthélémy
- 2004-2005 : Barracudas Saint-Barthélémy
- 2005-2006 : Boisripeaux rugby club
- 2006-2007 : Boisripeaux rugby club
- 2007-2008 : Boisripeaux rugby club
- 2008-2009 : Barracudas Saint-Barthélémy
- 2009-2010 : Boisripeaux rugby club
- 2010-2011 : Barracudas Saint-Barthélémy
- 2011-2012 : Barracudas Saint-Barthélémy
- 2012-2013 : Boisripeaux rugby club
- 2013-2014 : OSS 971
- 2014-2015 : Barracudas Saint-Barthélémy
- 2015-2016 : Boisripeaux rugby club
- 2016-2017 : Barracudas Saint-Barthélémy
- 2017-2018 : Boisripeaux rugby club
- 2018-2019 : Barracudas Saint-Barthélémy
- 2022-2023 : Good-luck Guadeloupe Le Gosier

### Championnat de Guadeloupe féminin
- 2015-2016 : Boisripeaux rugby club
- 2016-2017 : Boisripeaux rugby club
- 2017-2018 : Good-Luck
- 2018-2019 : Good-Luck